# Hotter Than Hell (Kiss)
Hotter Than Hell is het tweede album van de hardrockband Kiss. Het album verscheen op 22 oktober 1974 en werd geproduceerd door Kenny Kerner en Ritchie Wise.

## Geschiedenis
Het album behaalde in 1977 goud en kreeg een remaster in 1997. De hoogste notering was de 46e plek in Japan. Er is één single van uitgebracht: Let Me Go, Rock 'n' Roll.
Frehley schreef twee nummers voor dit album ("Parasite" en "Strange Ways"), maar door onzekerheid over zijn zangkwaliteiten zong hij deze nummers niet. "Goin' Blind" werd geschreven door Simmons en Stephen Coronel, in de tijd dat Kiss nog Wicked Lester heette en Frehley nog niet bij de band was. Het nummer heette toen nog "Little Lady". "Let Me Go, Rock 'n' Roll" is de enige single van het album, door het tegenvallende succes. De B-kant van deze single was "Hotter Than Hell".
In 1991 werd een sample gebruikt voor het dancenummer Adrenalin van N-Joi. Deze sample werd datzelfde jaar nog hegebruikt door voor We Gonna Get van R.A.F. en Such a Feeling van Bizarre Inc..

### Opnamen
Tijdens de opnamen was Paul Stanley's gitaar gestolen, waardoor er een vertraging in de opnametijd ontstond. Ace Frehley raakte vlak voor de hoesfoto betrokken bij een auto-ongeluk, waardoor de linkerkant van zijn gezicht verminkt raakte. Op de hoes heeft hij daarom geen make-up op zijn gezicht, maar spuitverf. De hoes staat bekend om zijn Japanse manga-stijl. Het Japanse teken aan de onderkant van de hoes betekent "chikara" (kracht). Later werd dit teken vaker gebruikt: zo stond het ook op een van Eric Carrs drumstellen. Op de achterkant staan foto's van alle bandleden. De foto's werden gemaakt op een feestje. Alleen Gene Simmons was hier niet dronken, omdat hij nooit dronk. Paul Stanley was zo dronken dat hij opgesloten moest worden in een auto, omdat hij zichzelf anders zou bezeren. De band wilde het album eerst The Harder They Come noemen, maar Jimmy Cliff had al een album gemaakt dat zo heette. In Japan heette het album Kiss' Second: Shout From Hell. Drie maanden na de verschijning van het album werd de groep al gebeld om een nieuw album te maken.

## Nummers
1. "Got to Choose" (Paul Stanley)
2. "Parasite" (Ace Frehley)
3. "Goin' Blind" (Gene Simmons, Stephen Coronel)
4. "Hotter Than Hell" (Stanley)
5. "Let Me Go, Rock 'n' Roll" (Simmons, Stanley)
6. "All The Way" (Simmons)
7. "Watchin' You" (Simmons)
8. "Mainline"(Stanley)
9. "Comin' Home" (Stanley, Frehley)
10. "Strange Ways" (Frehley)